# Confusion (chanson de New Order)
Pour les articles homonymes, voir Confusion.
Singles de New Order
Blue Monday
(1983) Thieves Like Us
(1984)
Confusion est un single du groupe New Order sorti en août 1983.

## Historique
Édité en août 1983 par le label Factory Records avec le numéro de catalogue Fac 93, Confusion a été le prolongement du groupe dans la musique synthpop après l'énorme succès de Blue Monday, paru quelques mois auparavant. La chanson est produite par l'influent DJ new-yorkais Arthur Baker et son associé John Robie (en). Le titre a été enregistré à New York, ce qui constitue une première pour le groupe.
Lors de sa sortie en single, Confusion se classe 12e du UK Singles Chart. Trois remixes ont été faits, dont un en 1995, qui fut utilisé pour le film Blade, sorti en 1998.

## Sources
- (en) Cet article est partiellement ou en totalité issu de l’article de Wikipédia en anglais intitulé « Confusion (New Order song) » (voir la liste des auteurs).